# Thunbergia heterochondros
Thunbergia heterochondros là một loài thực vật có hoa trong họ Ô rô. Loài này được (Mildbr.) Vollesen mô tả khoa học đầu tiên năm 2008.